# NSWRL 1968
Die NSWRL 1968 war die 61. Saison der New South Wales Rugby League Premiership, der ersten australischen Rugby-League-Meisterschaft. Den ersten Tabellenplatz nach Ende der regulären Saison belegten die South Sydney Rabbitohs. Diese gewannen im Finale 13:9 gegen die Manly-Warringah Sea Eagles und gewannen damit die NSWRL zum 18. Mal.

## Tabelle
|      | Team                          | Spiele | Siege | Unent. | Ndlg. | Spiel- punkte | Diff. | Tabellen- punkte |
| ---- | ----------------------------- | ------ | ----- | ------ | ----- | ------------- | ----- | ---------------- |
| 01.  | South Sydney Rabbitohs        | 22     | 16    | 0      | 6     | 394:271       | + 123 | 32               |
| 02.  | Manly-Warringah Sea Eagles    | 22     | 15    | 1      | 6     | 379:282       | + 97  | 31               |
| 03.  | St. George Dragons            | 22     | 13    | 3      | 6     | 416:320       | + 96  | 29               |
| 04.  | Eastern Suburbs Roosters      | 22     | 14    | 1      | 7     | 362:274       | + 88  | 29               |
| 05.  | Balmain Tigers                | 22     | 14    | 0      | 8     | 393:284       | + 109 | 28               |
| 06.  | Parramatta Eels               | 22     | 12    | 1      | 9     | 308:284       | + 24  | 25               |
| 07.  | Western Suburbs Magpies       | 22     | 12    | 0      | 10    | 328:279       | + 49  | 24               |
| 08.  | Penrith Panthers              | 22     | 11    | 0      | 11    | 298:352       | - 54  | 22               |
| 09.  | Canterbury-Bankstown Bulldogs | 22     | 9     | 1      | 12    | 259:301       | - 42  | 19               |
| 010. | Cronulla-Sutherland Sharks    | 22     | 6     | 0      | 16    | 259:405       | - 146 | 12               |
| 011. | North Sydney Bears            | 22     | 4     | 0      | 18    | 259:388       | - 129 | 8                |
| 012. | Newtown Jets                  | 22     | 2     | 1      | 19    | 257:472       | - 215 | 5                |

## Playoffs

### Ausscheidungs/Qualifikationsplayoffs
| 31. August | St. George Dragons | 17 : 10 | Eastern Suburbs Roosters | Sydney Cricket Ground, Sydney Zuschauer: 49.747 Schiedsrichter: Col Pearce |
| 31. August | Bericht            |         |                          | Sydney Cricket Ground, Sydney Zuschauer: 49.747 Schiedsrichter: Col Pearce |

| 7. September | Manly-Warringah Sea Eagles | 23 : 15 | South Sydney Rabbitohs | Sydney Cricket Ground, Sydney Zuschauer: 49.128 Schiedsrichter: Col Pearce |
| 7. September | Bericht                    |         |                        | Sydney Cricket Ground, Sydney Zuschauer: 49.128 Schiedsrichter: Col Pearce |

### Halbfinale
| 14. September | South Sydney Rabbitohs | 20 : 8 | St. George Dragons | Sydney Cricket Ground, Sydney Zuschauer: 44.803 Schiedsrichter: Col Pearce |
| 14. September | Bericht                |        |                    | Sydney Cricket Ground, Sydney Zuschauer: 44.803 Schiedsrichter: Col Pearce |

### Grand Final
| 21. September | South Sydney Rabbitohs                                          | 13 : 9         | Manly-Warringah Sea Eagles                                                            | Sydney Cricket Ground, Sydney Zuschauer: 54.255 Schiedsrichter: Col Pearce |
| 21. September | Versuche: Cleary Erhöhungen: Simms (1/1) Straftritte: Simms (4) | (11:2) Bericht | Versuche: Morgan Erhöhungen: Batty (1/1) Straftritte: Batty (1) Dropgoals: Fulton (1) | Sydney Cricket Ground, Sydney Zuschauer: 54.255 Schiedsrichter: Col Pearce |

| 1  | Eric Simms       |
| 2  | Michael Cleary   |
| 3  | Arthur Branighan |
| 4  | Robert Honan     |
| 5  | Brian James      |
| 6  | Denis Pittard    |
| 7  | Bob Grant        |
| 8  | Jim Morgan       |
| 9  | Elwyn Walters    |
| 10 | John O’Neill     |
| 11 | Bob Moses        |
| 12 | John Sattler     |
| 13 | Ron Coote        |

| 1  | Bob Batty        |
| 2  | Michael McLean   |
| 3  | Alec Tennant     |
| 4  | Frank Stanton    |
| 5  | Les Hanigan      |
| 6  | Robert Fulton    |
| 7  | Dennis Ward      |
| 8  | William Hamilton |
| 9  | Fred Jones       |
| 10 | Norm Pounder     |
| 11 | David Knox       |
| 12 | John Morgan      |
| 13 | Bill Bradstreet  |